# NGC 7041
NGC 7041 est une galaxie lenticulaire située dans la constellation de l'Indien. Sa vitesse par rapport au fond diffus cosmologique est de 1 765 ± 27 km/s, ce qui correspond à une distance de Hubble de 26,0 ± 1,9 Mpc (∼84,8 millions d'al). NGC 7041 a été découverte par l'astronome britannique John Herschel en 1834.
À ce jour, dix mesures non basées sur le décalage vers le rouge (redshift) donnent une distance de 23,790 ± 4,517 Mpc (∼77,6 millions d'al), ce qui est à l'intérieur des valeurs de la distance de Hubble.

## Groupe de NGC 7049
Selon A. M. Garcia NGC 7041 fait partie du groupe de NGC 7049. Ce groupe de galaxies renferme au moins six membres. Les cinq autres galaxies sont NGC 7049, ESO 235-85, ESO 236-6, ESO 287-9 et ESO 287-13.
La galaxie PGC 129672, désignée non conventionnellement comme NGC 7041B, ne fait pas partie de ce groupe, car elle est beaucoup plus éloignée à une distance de Hubble de 97,83 ± 6,88 Mpc (∼319 millions d'al)